# Gula drakens sjuka

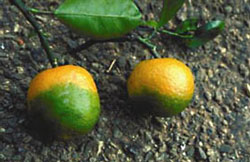
Mandariner med tydliga symptom på gula draken.

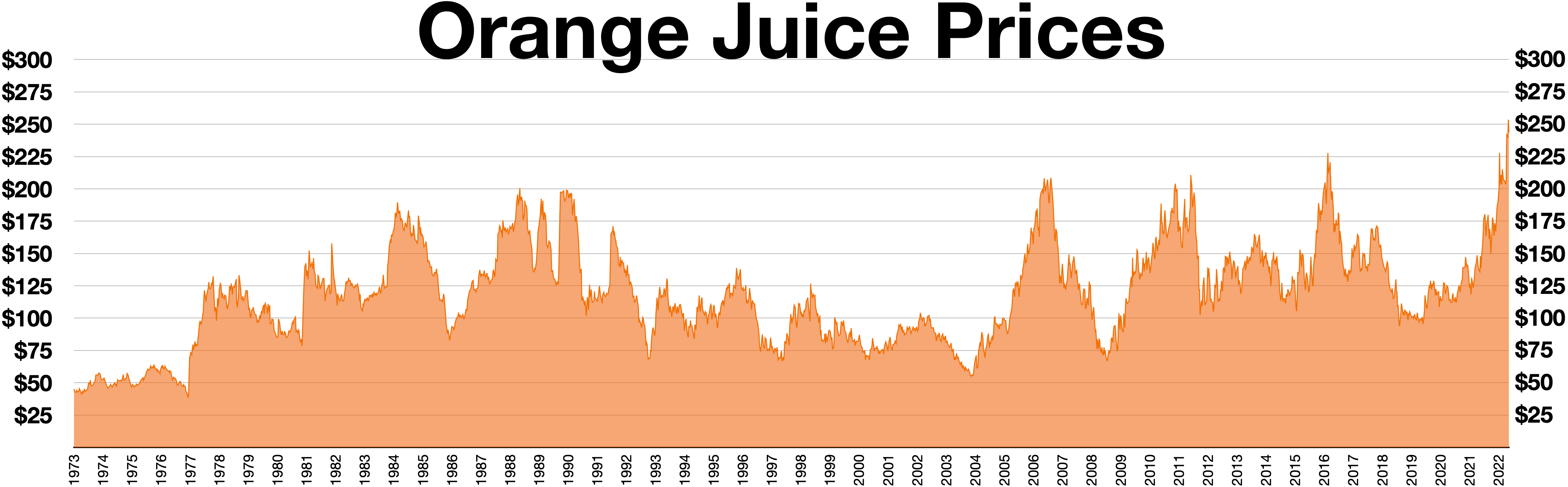
Prisökningar på juice från 1973 till 2022. Sjukdomen drabbade USA 2005 och medförde kraftiga höjningar på juicepriserna.

Gula draken är en citrussjukdom som orsakas av en vektoröverförd patogen av rörliga bakterier. Sjukdomen överförs av den asiatiska citruspsylliden, Diaphorina citri, och den afrikanska citruspsylliden, Trioza erytreae, även känd som den tvåfläckiga citruspsylliden.
Det finns (2024) ännu inget känt botemedel mot gula draken, och den har också visat sig vara överförbar. Tre olika typer av sjukdomem är för närvarande kända: den värmetoleranta asiatiska formen och de värmekänsliga afrikanska och amerikanska formerna. Sjukdomen beskrevs första gången 1929 och rapporterades första gången i Sydkina 1943.
Den afrikanska variationen rapporterades första gången 1947 i Sydafrika, där den fortfarande är utbredd.
Så småningom påverkade den USA och nådde Florida 2005. Inom tre år hade den spridit sig till de flesta citrusodlingar.
Den snabba ökningen av denna sjukdom har hotat citrusindustrin inte bara i Florida utan hela USA.
Från och med 2009 har 33 länder rapporterat infektion i sin citrusgröda.

## Symptom
Sjukdomen kännetecknas av gulfärgning av bladen och intilliggande vävnader följt av fläckar på hela bladet, för tidig avlövning, sönderfall av kvistar, förfall av matarrötter och laterala rötter och nedgång i kraft, till sist följt av att hela växten dör.
Drabbade träd har hämmad tillväxt, bär flera lågsäsongsblommor (varav de flesta faller av) och producerar små, oregelbundet formade frukter med ett tjockt blekt skal som förblir grönt i botten och smakar mycket bittert. Vanliga symtom kan ofta misstas för näringsbrist. Näringsbrist tenderar att vara symmetrisk längs bladens kant, medan gula draken har en asymmetrisk gulning runt bladen. Det mest iögonfallande symtomet på gula draken är grönare frukt, särskilt efter mognad. Gula draken ansågs ursprungligen vara en virussjukdom, men upptäcktes senare vara orsakad av bakterier som bärs av insektsvektorer.
Infektionen kan uppstå i olika klimat och är ofta förknippad med olika arter av psyllidinsekter. Till exempel blir citrusgrödor i Afrika infekterade under svala förhållander eftersom bakterierna överförs av den afrikanska citruspsylliden Trioza erytreae, en invasiv insekt som gynnar svala och fuktiga förhållander för optimal aktivitet. Citrusgrödor i Asien är dock ofta infekterade under varma förhållander eftersom bakterierna överförs av den asiatiska citruspsylliden Diaphorina citri.

## Botemedel
Forskare vid USA:s jordbruksdepartement testar effekten av penicillin G-natrium och biocid 2,2-dibromo-3-nitrilopropionamid som potentiella behandlingar för infekterade citrusväxter baserat på de positiva resultat som observerades när de applicerades på en infekterad snäcka. I juni 2014 tilldelade USDA ytterligare 31,5 miljoner USD för att utöka forskningen mot gula draken. 
Vissa antibiotika, särskilt streptomycin och oxytetracyklin, kan vara effektiva i kampen mot citrussjukdomar och har använts i USA men har förbjudits i Brasilien och EU. Under 2016 tillät EPA (Environmental Protection Agency) användning av streptomycin och oxytetracyklin i fruktträdgårdar med citrusfrukter som grapefrukt, apelsiner och mandariner i Florida vid nödsituationer, detta godkännande utökades och breddades till andra stater för oxytetracyklin i december 2018.
Forskare vid University of California har upptäckt en peptid, och behandlar sjukdomen i växthusförsök sedan 2021. 
Viss framgång har rapporterats med en strategi att täcka grödorna. Citrusträden blev inte fria från sjukdomsbakterierna, 
men en hälsosam jordmiljö tillät träden att producera frukt och förbli lönsamma. 